# Cabo Guardafui
El cabo Guardafui o Gardafui (en somalí: Gees Gardafuul, en italiano: Capo Guardafui), es un destacado cabo de la costa oriental de África en el canal Guardafui, que se encuentra a la entrada, desde el mar Arábigo, al golfo de Adén. Se trata del vértice del llamado Cuerno de África. Administrativamente, pertenece a la región autónoma de  Puntland de la República de Somalia, autoproclamada como estado independiente.
Su orilla, a 51°27'52"E, es el segundo punto más oriental de África continental después del cabo de Ras Hafun, el extremo de la pequeña península de igual nombre.. Su localidad adyacente se llama Ras Asir. El canal Guardafui (Marinka Gardafuul) se llama así por el cabo.

## Ubicación
El cabo Guardafui se encuentra a 11°49′N 51°15′E / 11.817, 51.250, junto al canal Guardafui. El archipiélago de Socotra se encuentra en el norte del mar Somalí.
Quince leguas (45 millas) al oeste de Guardafui está Ras Filuk,  un escarpado acantilado que se adentra en el golfo de Adén desde la llanura. Se cree que la montaña se corresponde con el antiguo  Elephas Mons  o cabo Elefante (en árabe (Ras Filuk ) descrito por Estrabón.

## Historia

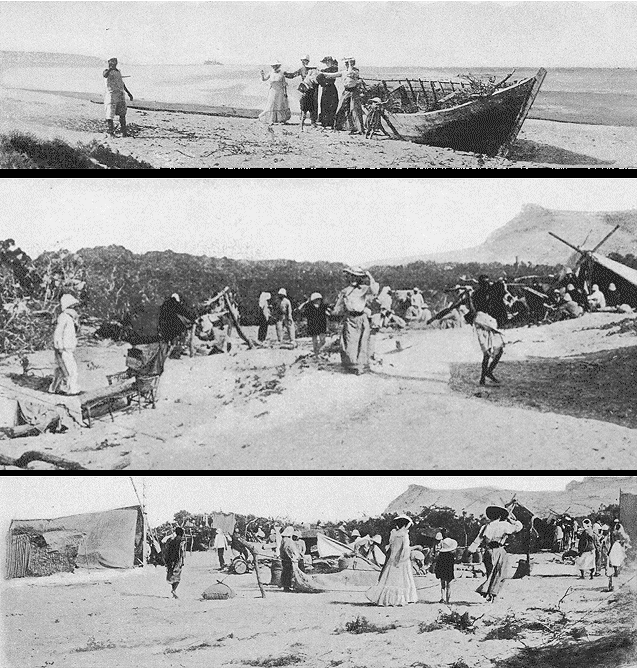
Naufragio aguas afuera de Guardafui en 1905

Conocido como Aromata promontorium  ('Promontorio de las [especias] aromáticas') por los antiguos griegos, Guardafui fue descrito ya desde el siglo I d. C. en el Periplo del mar Eritreo, junto con otros establecimientos comerciales florecientes en el litoral septentrional  de Somalia.
El nombre «Guardafui »se originó a finales de la Edad Media por los marineros que utilizaban la  lengua franca mediterránea : «guarda fui» en italiano antiguo significa «mirar y huir» (italiano: «guarda e fuggi»), como una referencia al peligro del cabo.
A principios del siglo XIX, los marinos somalíes prohibieron la entrada a sus puertos a lo largo de la costa, mientras realizaban intercambios comerciales con Aden y Moca en el adyacente Yemen utilizando sus propios barcos.
Debido a la frecuencia de naufragios en los mares traicioneros cerca del cabo Guardafui, los británicos firmaron un acuerdo con el sultán Osman Mahamuud  del sultanato Majeerteen, que controlaba gran parte del litoral somalí del noreste durante el siglo XIX. El acuerdo estipulaba que los británicos pagarían subsidios anuales para proteger a las tripulaciones de los naufragios británicos y la guardia de los restos contra el saqueo. Sin embargo, el acuerdo permaneció sin ratificar, ya que los británicos temían que hacerlo «daría a otras potencias un precedente para hacer acuerdos con los somalíes, que parecían listos para entablar relaciones con todos los interesados».
El sultán Yusuf Ali Kenadid, del sultanato de Hobyo, que también controlaba una parte de la costa, otorgó más tarde concesiones a un propietario francés de un hotel en Aden y a un antiguo oficial del Ejército francés para construir un faro en el cabo Guardafui. El capital para el proyecto fue recaudado por una empresa en Marsella, pero el acuerdo fracasó posteriormente.

## El "faro Guardafui"

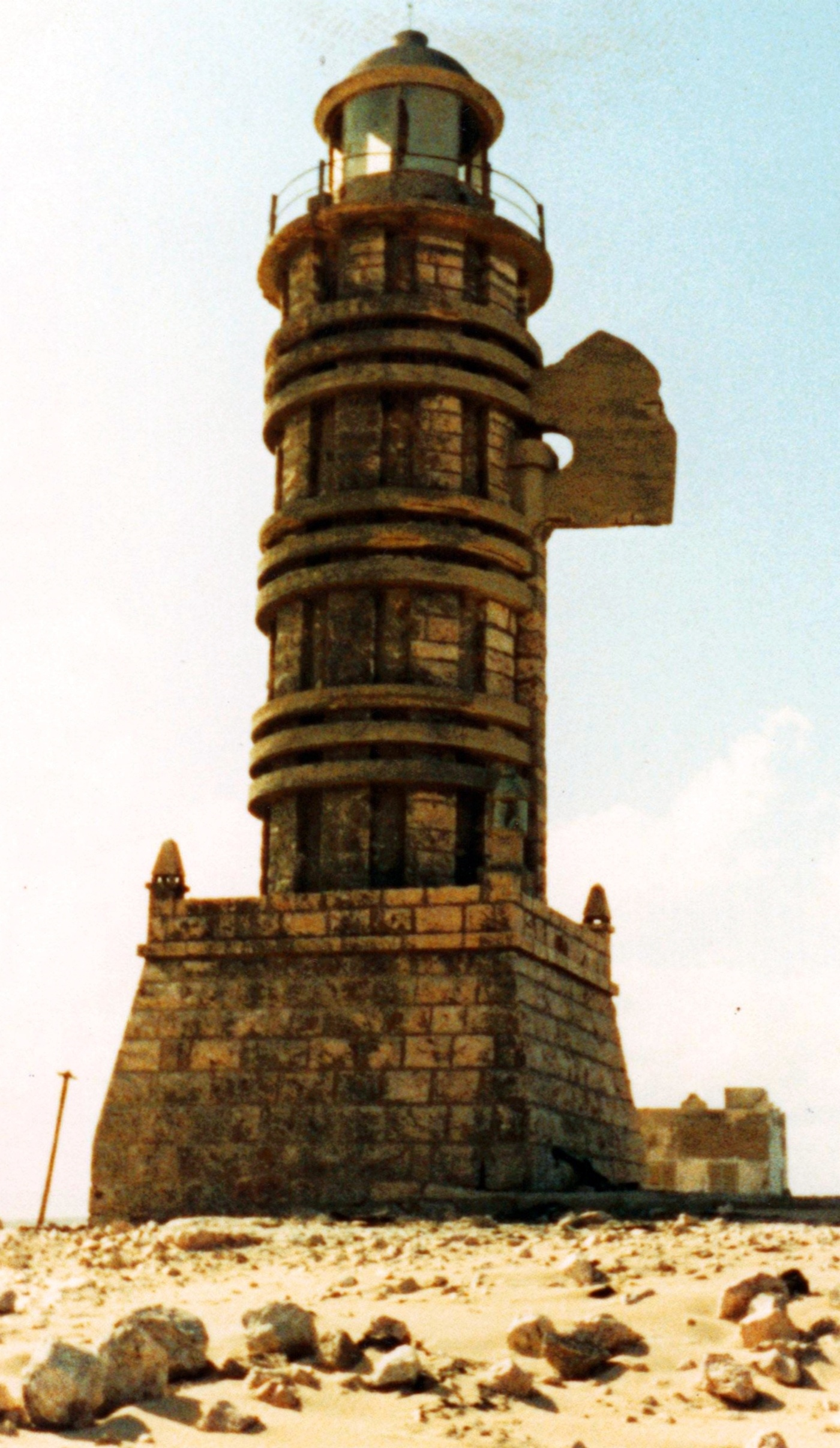
Faro en cabo Guardafui en 1985.

El cabo desde 1924 tiene un característico faro, construido por la Italia fascista para facilitar el tránsito de barcos entre el océano Índico y el mar Rojo. 
El nombre original era "Faro Francesco Crispi", en honor del político italiano que lo quiso hacer para facilitar la navegación hacia la Somalia italiana.
Este cabo tiene la peculiaridad de tener un enorme "Fascio litorio", que actualmente viene siendo protegido por las Naciones Unidas como posible "Patrimonio de la Humanidad".